# Bộ Chính trị Đảng Cộng sản Trung Quốc khóa XIX
Bộ Chính trị Đảng Cộng sản Trung Quốc khóa 19 được bầu ở phiên họp toàn thể đầu tiên của Ủy ban Trung ương Đảng Cộng sản Trung Quốc khóa khóa 19 diễn ra vào ngày 25 tháng 10 năm 2017.

## Ủy viên Thường vụ Bộ Chính trị
| TT | Hình ảnh | Tên Hán - Việt | Tên Hán tự | Tên Latinh  | Năm sinh | Quê quán    | Chức vụ                                                                                   |
| -- | -------- | -------------- | ---------- | ----------- | -------- | ----------- | ----------------------------------------------------------------------------------------- |
| 1  |          | Tập Cận Bình   | 习近平     | Xi Jinping  | 1953     | Bắc Kinh    | Tổng Bí thư Chủ tịch nước Chủ tịch Quân ủy Trung ương                                     |
| 2  |          | Lý Khắc Cường  | 李克强     | Li Keqiang  | 1955     | An Huy      | Thủ tướng Quốc vụ viện                                                                    |
| 3  |          | Lật Chiến Thư  | 栗战书     | Li Zhanshu  | 1950     | Hà Bắc      | Chủ tịch Nhân đại Trung Quốc                                                              |
| 4  |          | Uông Dương     | 汪洋       | Wang Yang   | 1955     | An Huy      | Chủ tịch Chính hiệp Trung Quốc                                                            |
| 5  |          | Vương Hỗ Ninh  | 王沪宁     | Wang Huning | 1955     | Sơn Đông    | Bí thư thứ nhất Ban Bí thư Chủ nhiệm Phòng Nghiên cứu chính sách Trung ương (đến 11/2020) |
| 6  |          | Triệc Lạc Tế   | 赵乐际     | Zhao Leji   | 1957     | Thiểm Tây   | Bí thư Ủy ban Kiểm tra Kỷ luật Trung ương                                                 |
| 7  |          | Hàn Chính      | 韩正       | Han Zheng   | 1954     | Chiết Giang | Phó Thủ tướng thứ nhất Quốc vụ viện                                                       |

## Ủy viên Bộ Chính trị
| TT | Hình ảnh | Tên Hán - Việt  | Tên Hán tự | Tên Latinh    | Năm sinh | Quê quán    | Chức vụ |
| -- | -------- | --------------- | ---------- | ------------- | -------- | ----------- | --- |
| 1  |          | Đinh Tiết Tường | 丁薛祥     | Ding Xuexiang | 1962     | Giang Tô    | Bí thư thứ hai Ban Bí thư Chủ nhiệm Văn phòng Trung ương Đảng                                                      |
| 2  |          | Dương Hiểu Độ   | 杨晓渡     | Yang Xiaodu   | 1953     | Thượng Hải  | Bí thư thứ ba Ban Bí thư Chủ nhiệm Uỷ ban Giám sát Quốc gia Phó Bí thư thứ nhất Ủy ban Kiểm tra Kỷ luật Trung ương |
| 3  |          | Trần Hi         | 陈希       | Chen Xi       | 1953     | Phúc Kiến   | Bí thư thứ tư Ban Bí thư Trưởng ban Tổ chức Trung ương Hiệu trưởng Trường Đảng Trung ương                          |
| 4  |          | Quách Thanh Côn | 郭声琨     | Guo Shengkun  | 1954     | Giang Tây   | Bí thư thứ năm Ban Bí thư Bí thư Ủy ban Chính trị - Pháp luật Trung ương                                           |
| 5  |          | Hoàng Khôn Minh | 黄坤明     | Huang Kunming | 1956     | Phúc Kiến   | Bí thư thứ sáu Ban Bí thư Trưởng ban Tuyên truyền Trung ương                                                       |
| 6  |          | Dương Khiết Trì | 杨洁篪     | Yang Jiechi   | 1950     | Thượng Hải  | Chủ nhiệm Văn phòng Ủy ban Công tác Ngoại sự Trung ương                                                            |
| 7  |          | Vương Thần      | 王晨       | Wang Chen     | 1950     | Bắc Kinh    | Phó Chủ tịch, Tổng thư ký Uỷ ban Thường vụ Nhân đại Trung Quốc                                                     |
| 8  |          | Tôn Xuân Lan    | 孙春兰     | Sun Chunlan   | 1950     | Hà Bắc      | Phó Thủ tướng thứ hai Quốc vụ viện                                                                                 |
| 9  |          | Hồ Xuân Hoa     | 胡春华     | Hu Chunhua    | 1963     | Hồ Bắc      | Phó Thủ tướng thứ ba Quốc vụ viện                                                                                  |
| 10 |          | Lưu Hạc         | 刘鹤       | Liu He        | 1952     | Bắc Kinh    | Phó Thủ tướng thứ tư Quốc vụ viện                                                                                  |
| 11 |          | Hứa Kỳ Lượng    | 许其亮     | Xu Qiliang    | 1950     | Sơn Đông    | Phó Chủ tịch thứ nhất Quân ủy Trung ương                                                                           |
| 12 |          | Trương Hựu Hiệp | 张又侠     | Zhang Youxia  | 1950     | Thiểm Tây   | Phó Chủ tịch thứ hai Quân ủy Trung ương                                                                            |
| 13 |          | Thái Kỳ         | 蔡奇       | Cai Qi        | 1955     | Phúc Kiến   | Bí thư Thành ủy Bắc Kinh                                                                                           |
| 14 |          | Lý Hồng Trung   | 李鸿忠     | Li Hongzhong  | 1956     | Liêu Ninh   | Bí thư Thành ủy Thiên Tân                                                                                          |
| 15 |          | Lý Cường        | 李强       | Li Qiang      | 1959     | Chiết Giang | Bí thư Thành ủy Thượng Hải                                                                                         |
| 16 |          | Trần Mẫn Nhĩ    | 陈敏尔     | Chen Min'er   | 1960     | Chiết Giang | Bí thư Thành ủy Trùng Khánh                                                                                        |
| 17 |          | Lý Hi           | 李希       | Li Xi         | 1956     | Cam Túc     | Bí thư Tỉnh ủy Quảng Đông                                                                                          |
| 18 |          | Trần Toàn Quốc  | 陈全国     | Chen Quanguo  | 1955     | Hà Nam      | Bí thư Đảng ủy Khu tự trị Duy Ngô Nhĩ Tân Cương (đến 12/2021)                                                      |